# Arenigobius
Arenigobius es un género de peces de la familia de los Gobiidae en el orden de los Perciformes.

## Especies
Las especies de este género son:
- Arenigobius bifrenatus (Kner, 1865)
- Arenigobius frenatus (Günther, 1861)
- Arenigobius leftwichi (J. D. Ogilby, 1910)